# Praxidikè
Pour le satellite naturel de Jupiter, voir Praxidiké (lune).
Dans la mythologie grecque, Pracidice ou Praxidikè (en grec ancien : Πραξιδίκη), au pluriel Praxidicae ou Praxidikai (Πραξιδίκαι), est le nom d'une déesse ou un ensemble de déesses qui avait pour charge de garantir les serments et d'assurer les vengeances. Elle était probablement liée à Poiné, daimôn du châtiment.

## Famille
De Soter (en), Praxidikè aurait eu un fils, Ctésios, un dieu mineur de la maison, et deux filles : Homonoia (littéralement « Concorde ») et Aretè (« Excellence »). 

## Fonction
Selon le lexique d'Hésychios d'Alexandrie, Praxidikè est la déesse responsable de mener les choses à leur terme, tant pour les paroles que pour les actions. Elle est garante de l'inviolabilité des serments et de l'accomplissement de la justice, comme son nom l'indique. C'était la déesse du châtiment judiciaire et exactrice de la vengeance, deux concepts étroitement liés dans la vision du monde grecque classique.
Le pluriel Praxidicae ou Praxidikai fait référence aux groupes suivants de figures mythologiques qui président à l'exécution de la justice :
- Arété et Homonoia, filles de Praxidikè et Soter (en)[2].
- Alalcoménie, Thelxinoé et Aulis, filles du premier roi béotien Ogygès[2].

## Représentation et culte
Les praxidicae sont toujours représentée par une simple tête : Photios Ier de Constantinople et la Souda confirment que seule est érigée la tête de cette déesse, et seules des têtes d'animaux leur étaient sacrifiées.
Un culte lui était rendu à Haliarte, en Béotie, dans un sanctuaire à ciel ouvert qui servait pour des serments solennels, comme le relate Pausanias, dans sa Description de la Grèce : « À Haliarte, il y a un sanctuaire en plein air consacré aux déesses que les habitants appellent Praxidikai. On y prête serment, mais sans le faire à la légère. » Ménélas avait fait placer une image de Praxidikè à Mingonitis, en Laconie, en face de l'endroit où Paris s'était uni à Hélène, pour remercier la déesse de les avoir châtiés. 

Pausanias mentionne aussi un autre sanctuaire, en Arcadie, où l'on jure par la pierre (grec ancien : πετρώμα). Selon Jean-Pierre Vernant, 

« Au sanctuaire des Praxidikai comme à celui des Euménides, l'imprudent qui s'aventurait à prêter serment à la légère, sans s'être assuré de sa parfaite pureté religieuse, se trouvait du coup livré à une furieuse crise d'épouvante, analogue à celle qui frappa Oreste précisément, au lieu-dit Maniai (délires), appellation qui, selon Pausanias, désigne les Euménides. »

Un hymne orphique à Perséphone fait de Praxidikè une épithète de celle-ci et célèbre « la Praxidikè aux belles tresses, mère des Érinyes, reine du monde souterrain. »

### Pages connexes
- Liste des divinités de la mythologie grecque
- Poiné, déesse ou ensemble de déesses personnifiant le châtiment (daimôn du châtiment), similaire à Praxidikè
- Némésis, déesse de la vengeance divine
- Les Kères, esprits des morts violentes

### Sources
- (en) Apostolos Athanassakis et Benjamin Wolkow, The Orphic Hymns : Translation, introduction and notes, Baltimore, The Johns Hopkins University Press, 2013
- Jean-Pierre Vernant, La mort dans les yeux : Figures de l'Autre en Grèce ancienne. Artémis, Gorgô, Paris, Hachette, 1985, p. 65-68.